# PRKRA
El activador de la proteína-cinasa dependiente de RNA de doble hebra inducible por interferón (PRKRA) es una proteína codificada en humanos por el gen PRKRA.

## Interacciones
La proteína PRKRA ha demostrado ser capaz de interaccionar con:
- Proteína cinasa R[2][3]